# 神户山手短期大学
神户山手短期大学（日语：／ Kōbe Yamate Tanki 
Daigaku *），简称山手短大，是一所位于日本兵库县神户市中央区的私立短期大学，於2020年停辦。

## 概要

### 简介
- 学校最早可以追溯到1924年[2]。短期大学为于1962年开办、由学校法人神户山手学园经营。是男女同校从2004年[2]。

### 历史
- 1950年 神户山手女子短期大学成立并同时设置两个学科、以下列举[2][3]。
  - 家政科
  - 文科
- 1960年 文科改编为两个学科、以下列举[2]。
  - 日文科
  - 英文科
- 1965年 两个学科成立、以下列举[2]。
  - 教养科
  - 艺术科[注 4]
- 1969年 音乐科[注 4]成立、四个学科改名为以下列举[2]。
  - 日文科→日文学科
  - 英文科→英文学科
  - 教养科→教养学科（以后招生到于1998年、正式停办于2001年）
- 1971年 音乐专攻成立于专科（改编为表现艺术专攻于2003年）[2]。
- 1990年 家政科改名为生活学科[2]。
- 2000年 两个学科改名为、以下列举[2]。
  - 日文学科→日語・日本文化学科[注 3]
  - 英文学科→英语文化学科[注 3]
- 2004年 改校名为神户山手短期大学、开始招収男学生[2]。
- 2011年 英语・商务专攻成立于专科[2]。
- 2020年 停辦。

### 宪章
- 请参看神户山手短期大学的标志 （日語） 2014年2月16日阅览。

## 学校环境
- 校区：在兵库县神户市中央区

## 历任校长
- 广田勘治：现在短期大学校长[4]

## 组织

### 学科
- 生活学科
- 职业传播学科[注 1]
- 表现艺术学科[注 2]

### 前学科
| - 生活学科 - 日語・日本文化学科 - 英语文化学科 - 教养学科 - 艺术科 - 音乐科 |

### 专科
| - 表现艺术专攻 |

### 业余课程
| - 没有 |

### 附属机关
| - 图书馆 |

## 知名校友
- 田冈由伎：个人生活指导员、作家
- 望月理惠：女播音员
- 前田纪子：前『HONEY girl』女读者时装模特儿
- 笑福亭笑子：单口相声演员、腹语术师
- 金田美穗：女配音員

## 相关链接
- 日本短期大学列表